# シンマン県
シンマン県（シンマンけん、ベトナム語：Huyện Xín Mần / 縣箐門?）は、ベトナム社会主義共和国ハザン省の県。面積は595.2 km²、人口は66,340人（2018年）である。

## 行政区画
1市鎮17社から構成される。